# Ichnusa

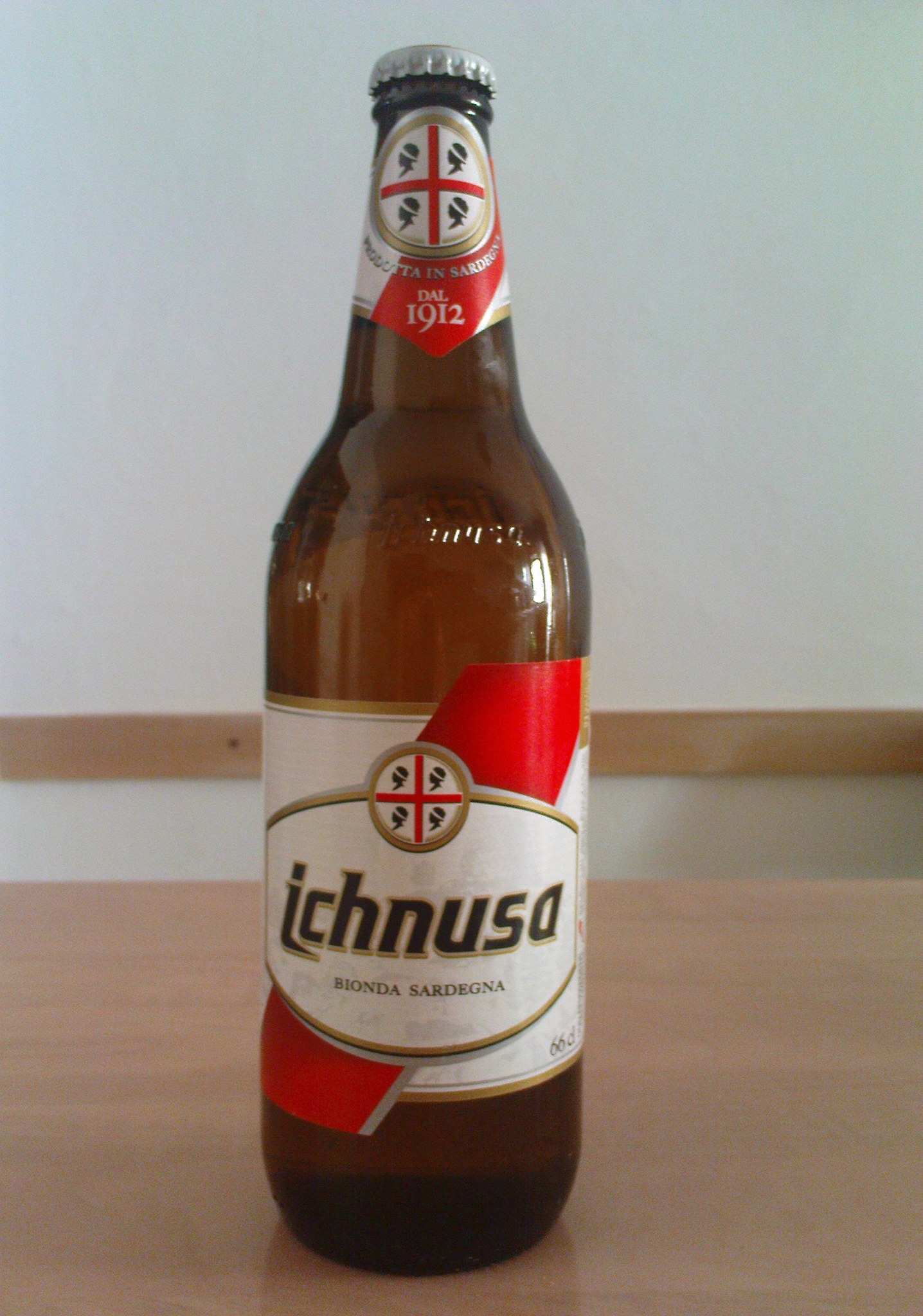

Ichnusa es una marca de cerveza italiana, procedente de la isla de Cerdeña. Toma su denominación de "Ikhnusa", el antiguo nombre griego de la isla de Cerdeña (en griego Ιχνουσσα).
Fundada en 1912, ahora es propiedad de la empresa Heineken, que sigue produciendo en los locales de la original Assemini (CA) en Cerdeña.

## Características de la cerveza
La cerveza es de tipo Lager y el contenido de alcohol es del 4,7%. El débil aroma de Lúpulo le da un sabor ligeramente amargo característico.
Para conmemorar el 90 aniversario (2002) se inició la producción de cerveza Ichnusa especial, con un contenido de alcohol de 5,6% y con la adición, con respecto a la versión tradicional, de una selección de diferentes lúpulos.
Desde 2006 hay una versión mejorada llamada «Ichnusa Jennas». Esta también es una cerveza lager, aunque esta tiene un contenido de alcohol de 4,9%
Esta caracterizada por el proceso de microfiltrazione (es decir, sin pasteurizar). El sabor es más intenso que la versión clásica, y un poco más amargo.
También se comercializó una versión "spirtu" de Ichnusa, con sabor a licor de mirto, pero sin embargo, tuvo poco éxito.
En 2017, para conmemorar el quincuagésimo año de su fábrica de cerveza ubicada en Assemini, cerca de Cagliari, la empresa ha introducido en el mercado la "Ichnusa Non Filtrata", que tiene un aspecto velado derivado de las levaduras que quedan en suspensión y con una graduación alcohólica del 5%.

## Actos e iniciativas
Desde 2008, la compañía organiza un festival de música llamado “Mundo Ichnusa”, que se realiza cada año en diferentes ciudades de Cerdeña, en el que participan grupos musicales italianos y sardos.

## Deporte
La empresa también está ligada al deporte, desde la temporada 2016/17, es uno de los 3 patrocinadores oficiales del Cagliari, y también, desde 2012 es promotor del equipo de baloncesto Dinamo Sassari.